# Johannes Ulaeus
Johannes Ulaeus (gedoopt Amsterdam, 11 oktober 1640 – begraven Tilburg, 11 december 1734) was een Nederlandse predikant en dichter. Hij was de beste vriend van Willem Godschalck van Focquenbroch, met wie hij dichterlijk samenwerkte. Veel van zijn werk is samen met dat van Focquenbroch gepubliceerd, soms zonder vermelding van de eigenlijke auteur, waardoor zijn werk lang voor dat van Focquenbroch is aangezien. Johannes Ulaeus was gespecialiseerd in de zeldzame dichtvorm van het verdubbeld rondeel.

## Levensloop
Johannes Ulaeus werd op 11 oktober 1640 gedoopt in de Oude Kerk te Amsterdam. Zijn ouders, Dirck Jansz. Ulaeus en Maria Pieters Nierop, waren oorspronkelijk afkomstig uit het oosten van het land en hadden bezittingen in de buurt van Kleef.
Ulaeus en Focquenbroch waren leeftijdsgenoten. Het is onbekend hoe hun vriendschap is ontstaan. Wellicht kenden ze elkaar van de Latijnse school. Ulaeus heeft in ieder geval zo'n vooropleiding gehad, want in 1654 schreef hij zich in aan de Leidse universiteit, gelijk met zijn broer Adriaan. In eerste instantie studeerde hij daar letteren, maar in 1659 treffen we hem te Franeker aan als student in de rechten, vervolgens in 1660 te Leiden als filosofie-student en ten slotte in 1665 te Utrecht als student in de theologie. Daar werkte hij met Focquenbroch aan het Verdubbelt zegen-sangh en De Herders-sangen van Virgilius.
Op 30 mei 1668 werd Ulaeus ingeschreven als lidmaat van de Hervormde Kerk te Alkmaar. Hij kwam uit Utrecht en was op dat moment proponent, dat wil zeggen, beroepbaar als predikant. Hij moet daarna nog een keer naar Utrecht zijn verhuisd, want in 1674 werd hij voor een tweede keer ingeschreven als afkomstig uit die stad.
In Alkmaar was Ulaeus zeker literair actief. Hiervan getuigen de handschriften Verdubbelde rondeelen, angaende d'oorloghs- en staetse saecken van deese tijt, in het collegie tot Alkmaer en Verdubbelde rondeelen angaende Huwelijken, vrijerijen, en besondere voorvallen in allerhande gelegentheit, in het collegij van Alkmaer die zich in het Alkmaarse gemeentearchief bevinden. Hierin komen 27 verschillende gedichten voor, waarvan er 5 in de Afrikaense Thalia te vinden zijn en 10 in Focquenbrochs verzamelde werken uit 1696. Verder verscheen in 1673 bij De Wees te Alkmaar Ulaeus' pamflet De doodelijke na-smaek van de France brandewijn, dat in hetzelfde verzamelde werk te vinden is. Ook is er een brief van Ulaeus aan Jacob Cops uit 1672 bewaard gebleven in een collectie door Engselen gekaapt brieven.
Op 16 maart 1681 werd de ondertrouw van Ulaeus met Catharina Hensbroek aangetekend. Zij woonden toen beiden in Alkmaar. Het huwelijk werd op 30 maart voltrokken in St. Pancras. Kort na dit huwelijk vertrok Ulaeus naar Wamel in Gelderland, waar hij beroepen was als predikant. In 1684 kreeg hij een betere post te Tilburg, waar zijn broer Adriaan al sinds 1676 woonde. Ook in zijn Tilburgse tijd bleef Ulaeus schrijven. Van zijn hand verschenen nog Vreugde-zang, gezongen op de dank, en vierdag, over de vrede, tusschen de koning van Vrankryk, en de Staten Generaal (1697), Nieuwe-modischen oorlog, of Mars in conjunctie met de Vreede (1702), treurdichten op het overlijden van Elisabeth de Claar (1716) en Philippus Sint Amant (1717) haar echtgenoot en Salomons spreuken en Prediker (1736), een berijming van deze Bijbelboeken. Hij schreef tevens enkele lofdichten voor het werk van zijn collega's Golzius en Gargon.
Ulaeus en zijn vrouw zijn tot hun dood in Tilburg blijven wonen. Catharina Hensbroek werd begraven op 5 april 1732 en Johannes Ulaeus op 11 december 1734. 

## Trivia
- Voor de bewering dat Johannes Ulaeus (door vrienden) "Jan den Uyl" werd genoemd (zie ) zijn geen bewijzen.

## Bronverwijzingen
- Jan Helwig: 'Johannes Ulaues', In W.G. van Focquenbroch: Afrikaense Thalia, Deventer, 1986. p. IX-XI.
- Karel Bostoen: 'Mogelijk een vroom gelaat en een vroom gewaad, maar beslist on-vrome praat: de aankomend predikant Johannes Ulaeus in zijn Alkmaars ‘Collegij’', In: Fumus 3 (2005), p. 22-55.
- Roelof van Gelder: 'Nieuws uit Alkmaar.Een brief van Johannes Ulaeus uit het Rampjaar', In: Fumus 7 (2009), p. 59-72.
- Judith Brouwer: Levenstekens. Gekaapte brieven uit het rampjaar 1672. Hilversum: Verloren, 2014.